# Ukrainischer Fußballpokal 2001/02
Der Ukrainische Fußballpokal 2001/02 war die elfte Austragung des ukrainischen Pokalwettbewerbs der Männer. Pokalsieger wurde TitelverteidigerSchachtar Donezk. Das Team setzte sich im Finale am 26. Mai 2002 im Olympiastadion von Kiew gegen Dynamo Kiew durch.

## Modus
Bis zum Halbfinale wurden die Sieger in Hin- und Rückspiel ermittelt. Bei Torgleichstand in beiden Spielen zählte zunächst die größere Zahl der auswärts erzielten Tore; gab es auch hierbei einen Gleichstand, wurde das Rückspiel verlängert und ggf. ein Elfmeterschießen zur Entscheidung ausgetragen.
Da beide Finalisten bereits über die Liga für die Champions League qualifiziert waren, ging der Startplatz für den UEFA-Pokal an den Liganächsten.

## Teilnehmende Teams
| Wyschtscha Liha (14) | Perscha Liha (14) | Druha Liha (32) | Druha Liha (32) |
| --- | --- | --- | --- |
| - Arsenal Kiew - Dnipro Dnipropetrowsk - Dynamo Kiew - Karpaty Lwiw - Krywbas Krywyj Rih - Metalist Charkiw - Metalurh Donezk - Metalurh Mariupol - Metalurh Saporischschja - Polihraftechnika Oleksandrija - Sakarpattja Uschhorod - Schachtar Donezk - Tawrija Simferopol - Worskla Poltawa | - Borysfen Boryspil - FK Lwiw - Elektrometalurh-NSF Nikopol - FK Mykolajiw - Naftowyk Ochtyrka - Nywa Ternopil - Obolon Kiew - FK Polissja Schytomyr - Prikarpattja Iwano-Frankiwsk - Sirka Kirowohrad - Stal Altschewsk - Tschornomorez Odessa - FK Winnyzja - Wolyn-1 Luzk | - ADOMS Krementschuk - Arsenal Charkiw - Awanhard Rowenky - SK Cherson - FSK Bukowina Czernowitz - Desna Tschernihiw - Dynamo Lwiw - Elektron Romny - Enerhetyk Burschtyn - Frunsenez-Liha-99 Sumy - Hasowyk Skala Stryj - Halytschyna Drohobytsch - Hirnyk-Sport Komsomolsk - FK Krasyliw - Lukor Kalusch - Maschynobudiwnyk Druschkiwka | - Naftowyk Dolyna - Olimpija FK AES Juschnoukrajinsk - Olkom Melitopol - Oskil Kupjansk - Podillja Chmelnyzkyj - Portowyk Illitschiwsk - Ros Bila Zerkwa - Sokil Solotschiw - Sorja Luhansk - Spartak Sumy - Systema-Borex Borodjanka - Techno-Center Rohatyn - FK Tscherkassy - Tytan Armjansk - FK Weres Riwne - Zementnyk-Chorda Mykolajiw |

## 1. Qualifikationsrunde
Teilnehmer: Die 32 Mannschaften der Druha Liha.
| Datum             |                                        | Gesamt    |                                    | Hinspiel | Rückspiel |
| ----------------- | -------------------------------------- | --------- | ---------------------------------- | -------- | --------- |
| 14.07./18.07.2001 | Spartak Sumy (III)                     | -:+       | ADOMS Krementschuk (III)           | -:-      | -:-       |
| 14.07./18.07.2001 | Awanhard Rowenky (III)                 | -:+       | Oskil Kupjansk (III)               | -:-      | -:-       |
| 14.07./18.07.2001 | FK Weres Riwne (III)                   | (a)2:2(a) | Dynamo Lwiw (III)                  | 1:2      | 1:0       |
| 14.07./18.07.2001 | Techno-Center Rohatyn (III)            | (a)3:3(a) | Enerhetyk Burschtyn (III)          | 2:3      | 1:0       |
| 14.07./18.07.2001 | Naftowyk Dolyna (III)                  | 3:8       | FK Krasyliw (III)                  | 3:2      | 0:6       |
| 14.07./18.07.2001 | Hasowyk Skala Stryj (III)              | 1:0       | Zementnyk-Chorda Mykolajiw (III)   | 0:0      | 1:0 n. V. |
| 14.07./18.07.2001 | Halytschyna Drohobytsch (III)          | 1:2       | Sokil Solotschiw (III)             | 1:1      | 0:1       |
| 14.07./18.07.2001 | Podillja Chmelnyzkyj (III)             | 2:1       | SK Cherson (III)                   | 2:0      | 0:1       |
| 14.07./18.07.2001 | Olkom Melitopol (III)                  | 1:6       | FK Tscherkassy (III)               | 1:3      | 0:3       |
| 14.07./18.07.2001 | Lukor Kalusch (III)                    | 1:3       | FSK Bukowina Czernowitz (III)      | 1:2      | 0:1       |
| 14.07./18.07.2001 | Hirnyk-Sport Komsomolsk (III)          | 3:6       | Tytan Armjansk (III)               | 3:4      | 0:2       |
| 14.07./18.07.2001 | Desna Tschernihiw (III)                | -:+       | Maschynobudiwnyk Druschkiwka (III) | 5:0      | -:-       |
| 14.07./18.07.2001 | Arsenal Charkiw (III)                  | 8:4       | Frunsenez-Liha-99 Sumy (III)       | 8:0      | 0:4       |
| 14.07./18.07.2001 | Sorja Luhansk (III)                    | 1:3       | Elektron Romny (III)               | 1:0      | 0:3       |
| 14.07./18.07.2001 | Olimpija FK AES Juschnoukrajinsk (III) | 1:2       | Ros Bila Zerkwa (III)              | 0:1      | 1:1       |
| 14.07./18.07.2001 | Systema-Borex Borodjanka (III)         | 0:1       | Portowyk Illitschiwsk (III)        | 0:1      | 0:0       |

## 2. Qualifikationsrunde
Teilnehmer: Die 16 Sieger der 1. Qualifikationsrunde.
| Datum             |                               | Gesamt    |                                    | Hinspiel | Rückspiel |
| ----------------- | ----------------------------- | --------- | ---------------------------------- | -------- | --------- |
| 26.07./09.08.2001 | Tytan Armjansk (III)          | +:-       | Podillja Chmelnyzkyj (III)         | -:-      | -:-       |
| 26.07./09.08.2001 | Spartak Sumy (III)            | 1:3       | Portowyk Illitschiwsk (III)        | 0:1      | 1:2       |
| 26.07./09.08.2001 | Oskil Kupjansk (III)          | 2:3       | Maschynobudiwnyk Druschkiwka (III) | 0:2      | 2:1       |
| 26.07./09.08.2001 | Hasowyk Skala Stryj (III)     | 0:2       | Enerhetyk Burschtyn (III)          | 0:1      | 0:1       |
| 26.07./09.08.2001 | FK Krasyliw (III)             | 4:6       | Sokil Solotschiw (III)             | 4:4      | 0:2       |
| 26.07./09.08.2001 | FSK Bukowina Czernowitz (III) | (a)2:2(a) | Dynamo Lwiw (III)                  | 2:1      | 0:1       |
| 26.07./09.08.2001 | Arsenal Charkiw (III)         | 1:4       | Elektron Romny (III)               | 1:3      | 0:1       |
| 26.07./09.08.2001 | FK Tscherkassy (III)          | 5:2       | Ros Bila Zerkwa (III)              | 3:2      | 2:0       |

## 3. Qualifikationsrunde
Teilnehmer: Die 8 Sieger der 2. Qualifikationsrunde.
| Datum             |                                    | Gesamt    |                        | Hinspiel | Rückspiel |
| ----------------- | ---------------------------------- | --------- | ---------------------- | -------- | --------- |
| 17.08./25.08.2001 | Maschynobudiwnyk Druschkiwka (III) | +:-       | Elektron Romny (III)   | -:-      | -:-       |
| 17.08./25.08.2001 | Portowyk Illitschiwsk (III)        | 2:1       | Tytan Armjansk (III)   | 2:0      | 0:1       |
| 17.08./25.08.2001 | FK Tscherkassy (III)               | (a)4:4(a) | Sokil Solotschiw (III) | 3:0      | 1:4       |
| 17.08./25.08.2001 | Enerhetyk Burschtyn (III)          | 0:5       | Dynamo Lwiw (III)      | 0:2      | 0:3       |

## 1. Runde
Teilnehmer: Die 4 Sieger der 3. Qualifikationsrunde und 12 Teams der Zweitligisten (außer den Reservemannschaften und den beiden Absteigern aus der Wyschtscha Liha).
| Datum             |                                    | Gesamt |                                   | Hinspiel | Rückspiel |
| ----------------- | ---------------------------------- | ------ | --------------------------------- | -------- | --------- |
| 07.09./16.09.2001 | Maschynobudiwnyk Druschkiwka (III) | +:-    | FK Lwiw (II)                      | -:-      | -:-       |
| 07.09./16.09.2001 | Tschornomorez Odessa (II)          | 3:2    | Naftowyk Ochtyrka (II)            | 2:0      | 1:2       |
| 07.09./16.09.2001 | FK Mykolajiw (II)                  | 2:5    | Obolon Kiew (II)                  | 0:1      | 2:4       |
| 07.09./16.09.2001 | Portowyk Illitschiwsk (III)        | 2:3    | FK Winnyzja (II)                  | 2:1      | 0:2       |
| 07.09./16.09.2001 | Elektrometalurh-NSF Nikopol (II)   | 3:1    | Sirka Kirowohrad (II)             | 0:1      | 03:0 1    |
| 07.09./16.09.2001 | Dynamo Lwiw (III)                  | 0:6    | Prikarpattja Iwano-Frankiwsk (II) | 0:3      | 0:3       |
| 07.09./16.09.2001 | Wolyn-1 Luzk (II)                  | 2:1    | FK Tscherkassy (III)              | 1:0      | 1:1       |
| 07.09./16.09.2001 | FK Polissja Schytomyr (II)         | 2:4    | Borysfen Boryspil (II)            | 2:1      | 0:3       |

## 2. Runde
Teilnehmer: Die 8 Sieger der 1. Runde, die beiden Zweitligisten, die aus der Wyschtscha Liha abgestiegen waren und die 6 Erstligisten, die die Saison 2000/01 mit Platz neun oder schlechter abschnitten (einschl. den zwei Aufsteigern).
| Datum             |                                   | Gesamt |                                    | Hinspiel | Rückspiel |
| ----------------- | --------------------------------- | ------ | ---------------------------------- | -------- | --------- |
| 02.10./14.10.2001 | Elektrometalurh-NSF Nikopol (II)  | 2:6    | Sakarpattja Uschhorod (I)          | 2:2      | 0:4       |
| 04.10./14.10.2001 | Borysfen Boryspil (II)            | 1:3    | Karpaty Lwiw (I)                   | 0:2      | 1:1       |
| 04.10./14.10.2001 | Stal Altschewsk (II)              | 5:0    | Maschynobudiwnyk Druschkiwka (III) | 3:0      | 2:0       |
| 04.10./14.10.2001 | FK Winnyzja (II)                  | 2:4    | Krywbas Krywyj Rih (I)             | 2:2      | 0:2       |
| 04.10./14.10.2001 | Nywa Ternopil (II)                | 0:3    | Obolon Kiew (II)                   | 0:1      | 0:2       |
| 04.10./14.10.2001 | Polihraftechnika Oleksandrija (I) | 5:1    | Tschornomorez Odessa (II)          | 4:1      | 1:0       |
| 04.10./14.10.2001 | Prikarpattja Iwano-Frankiwsk (II) | 0:2    | Metalist Charkiw (I)               | 0:0      | 0:2       |
| 04.10./15.10.2001 | Wolyn-1 Luzk (II)                 | 1:0    | Worskla Poltawa (I)                | 1:0      | 0:0       |

## Achtelfinale
Teilnehmer: Die 8 Sieger der 2. Runde und die besten 6 Erstligisten der Saison 2000/01.
| Datum             |                             | Gesamt    |                                   | Hinspiel | Rückspiel |
| ----------------- | --------------------------- | --------- | --------------------------------- | -------- | --------- |
| 20.10./27.10.2001 | Stal Altschewsk (II)        | 3:4       | Schachtar Donezk (I)              | 3:1      | 0:3       |
| 20.10./27.10.2001 | Obolon Kiew (II)            | 0:6       | Dynamo Kiew (I)                   | 0:3      | 0:3       |
| 20.10./27.10.2001 | Metalurh Mariupol (I)       | 2:3       | Sakarpattja Uschhorod (I)         | 1:0      | 1:3       |
| 20.10./27.10.2001 | Metalurh Saporischschja (I) | 1:2       | Metalist Charkiw (I)              | 1:0      | 0:2       |
| 20.10./27.10.2001 | Wolyn-1 Luzk (II)           | 3:5       | Metalurh Donezk (I)               | 2:1      | 1:4       |
| 20.10./27.10.2001 | Karpaty Lwiw (I)            | (a)3:3(a) | Tawrija Simferopol (I)            | 2:0      | 1:3       |
| 21.10./27.10.2001 | Dnipro Dnipropetrowsk (I)   | 3:2       | Polihraftechnika Oleksandrija (I) | 2:0      | 1:2       |
| 22.10./27.10.2001 | Krywbas Krywyj Rih (I)      | 1:4       | Arsenal Kiew (I)                  | 1:0      | 0:4       |

## Viertelfinale
| Datum             |                           | Gesamt          |                           | Hinspiel | Rückspiel |
| ----------------- | ------------------------- | --------------- | ------------------------- | -------- | --------- |
| 04.11./26.11.2001 | Metalurh Donezk (I)       | 4:1             | Sakarpattja Uschhorod (I) | 1:0      | 3:1       |
| 04.11./26.11.2001 | Metalist Charkiw (I)      | 1:6             | Dynamo Kiew (I)           | 1:1      | 0:5       |
| 04.11./26.11.2001 | Schachtar Donezk (I)      | 2:1             | Karpaty Lwiw (I)          | 2:0      | 0:1       |
| 05.11./17.11.2001 | Dnipro Dnipropetrowsk (I) | 0:0 (4:3 i. E.) | Arsenal Kiew (I)          | 0:0      | 0:0 n. V. |

## Halbfinale
| Datum             |                           | Gesamt |                      | Hinspiel | Rückspiel |
| ----------------- | ------------------------- | ------ | -------------------- | -------- | --------- |
| 04.04./02.05.2002 | Metalurh Donezk (I)       | 1:3    | Dynamo Kiew (I)      | 1:1      | 0:2       |
| 04.04./02.05.2002 | Dnipro Dnipropetrowsk (I) | 2:3    | Schachtar Donezk (I) | 2:1      | 0:2       |

## Finale
| Paarung          | Dynamo Kiew – Schachtar Donezk |
| Ergebnis         | 2:3 n. V. (2:2, 1:1) |
| Datum            | 26. Mai 2002 |
| Stadion          | Olympiastadion, Kiew |
| Zuschauer        | 81.000 |
| Schiedsrichter   | Wassyl Melnytschuk |
| Tore             | 0:1 Serhij Popow (10.) 1:1 Waljanzin Bjalkewitsch (31.) 2:1 Maksim Shatskix (50.) 2:2 Serhij Atelkin (81.) 2:3 Andrij Worobej (98.) |
| Dynamo Kiew      | Oleksandr Schowkowskyj – Andrij Nesmatschnyj, László Bodnár, Tiberiu Ghioane (91. Lucky Idahor), Goran Gavrančić – Wladyslaw Waschtschuk, Georgi Peew (77. Florin Cernat), Andrij Hussin, Serhij Fedorow – Oleksandr Melaschtschenko (16. Maksim Shatskix), Waljanzin Bjalkewitsch Cheftrainer: Oleksij Mychajlytschenko |
| Schachtar Donezk | Wojciech Kowalewski (14. Dmytro Schutkow) – Mychajlo Starostjak, Dainius Gleveckas (68. Marian Aliuță), Daniel Florea, Serhij Popow – Assane N'Diaye, Anatolij Tymoschtschuk, Andrij Worobej, Mariusz Lewandowski – Oleksij Bjelik (72. Serhij Atelkin), Hennadij Subow Cheftrainer: Nevio Scala ( Italien)              |
| Gelbe Karten     | keine – Anatolij Tymoschtschuk, Mariusz Lewandowski |
| Platzverweise    | keine – Hennadij Subow (118.) |